# Talpa Radio
Talpa Radio is de radioafdeling van Talpa Network van de oprichter John de Mol jr. Per 1 oktober 2016 vormde de 538 Groep samen met de Sky Radio Group een gezamenlijk bedrijf. Sinds 9 januari 2017 heet de overkoepelende organisatie Talpa Radio, een naam die voor 2012 ook al door De Mol werd gebruikt.

## Geschiedenis

### Voorgeschiedenis
Eerder maakte het Deense Radio 100FM deel uit van Talpa Radio, in België was het bedrijf actief met 4FM dat werd verkocht aan de VMMa (thans Medialaan) die het later omdoopte tot Joe FM. Voorheen vielen er ook diverse Nederlandse radiostations onder Talpa Radio, destijds waren dit Noordzee FM en Radio 10 Gold. Per 31 mei 2005 nam Talpa Radio Radio 538 over, ten koste van Noordzee FM, dat werd verkocht aan De Persgroep en het omdoopte tot Qmusic. Met Radio 538 was Talpa tot aan zijn verkoop de marktleider in Nederland. Per oktober 2007 werd Radio 538 evenals een paar programma's van Tien verkocht aan RTL Nederland, Radio 10 Gold bleef echter bij Talpa tot begin 2010 toen ook deze werd overgenomen door RTL.
Nederlandse eerste commerciële internetplatform Radio Digitaal werd gelanceerd door Talpa in april 2006, op dit platform werden verschillende digitale radiostations aangeboden, dit platform is uiteindelijk in november 2008 gestopt. Van 2005 tot 1 december 2008 was Talpa Radio ook eigenaar van Juize.FM, een kabel/internet/satellietradiostation met Hip-Hop & RnB. Sedert 1 december 2008 is Juize.FM omgedoopt in 538 Juize en zendt alleen nog non-stop muziek uit via de digitale kabel, satelliet en internet en is sinds 1 december 2008 in handen van RTL Nederland Holding (via 538).

### Nieuwe start
Sinds 1 januari 2012 is Talpa weer eigenaar van de radiozenders, aangezien Talpa haar aandeel in RTL Nederland moest afstaan vanwege de koop van een deelneming in SBS Broadcasting in juli 2011. Radio 538, Radio 10 Gold en Slam! (Voorheen Slam!FM) - laatstgenoemde maakte pas sinds juni 2011 deel uit van de groep ten tijde van RTL nadat deze werd overgenomen van Lex Harding - kwamen weer in handen van Talpa en gingen deel uitmaken van de nieuwe 538 Groep.

### Talpa Network
In januari 2016 werd bekend dat Talpa Holding (Radio 538 en SLAM!) en de Telegraaf Media Groep (Sky Radio en Radio Veronica) haar radiostations zouden onderbrengen in één bedrijf, in mei van datzelfde jaar werd bekend dat Talpa alle aandelen van het bedrijf RadioCorp B.V. (100% NL en Radio 10) heeft overgenomen, en vervolgens Radio 10 toevoegde aan de toenmalige 538 Groep, om vervolgens SLAM! alsmede 100% NL weer door te verkopen aan de Oostenrijkse ondernemer Karel Habsburg-Lotharingen en de directeuren Herbert Visser en Carlo de Boer.
Het fusieproces tussen de Sky Radio Group en de 538 Groep (welke vanaf dan bestond uit 538 en Radio 10) werd formeel op 3 oktober 2016 afgerond, per 9 januari 2017 gingen beide bedrijven verder onder de naam Talpa Radio. Talpa Holding verkreeg 77 % van de aandelen in handen en de Telegraaf Media Groep 23 %, per 1 december 2017 heeft Talpa de resterende aandelen van TMG gekocht en is zij volledig de eigenaar, als gevolg van de deal dat de Mol zijn TMG-belangen verkocht aan het Belgische Mediahuis.

## Radiozenders

### Ether
- Radio 10
- Radio 538
- Radio Veronica (in 2023 afgestoten)
- Sky Radio
- SLAM! (in 2016 afgestoten)

### Internetstations
- 538 Classics
- 538 Dance Department
- 538 Die Verrückte
- 538 Hitzone
- 538 Ibiza
- 538 Non-stop
- 538 Party
- 538 Top 50
- 538 Zomer / Kerst
- Radio 10 60's & 70's Hits
- Radio 10 80's Hits
- Radio 10 90's Hits
- Radio 10 Disco Classics
- Radio 10 Love Songs
- Radio 10 Non-stop
- Radio 10 Top 4000
- Sky Radio 80's Hits
- Sky Radio 90's Hits
- Sky Radio Lovesongs
- Sky Radio Nice & Easy
- Sky Radio Non-stop Hits
- Sky Radio Non-stop@Work
- Sky Radio Smooth Hits
- Sky Radio Summer Hits / Christmas

## Televisiezenders
- TV 538

## Evenementen
- 538 Events